# Тит-Эбя
Тит-Эбя́ (якут. Тиит-Эбэ) — село в Хангаласском улусе Республики Саха (Якутия) России. Административный центр Жемконского 1-го наслега.

## География
Село находится на юге центральной части Якутии, в правобережной части долины реки Лена, на расстоянии примерно 7 км (по прямой) к востоку от города Покровск, административного центра улуса. Абсолютная высота — 93 м над уровнем моря.
Климат
Климат характеризуется как резко континентальный. Средняя температура воздуха самого тёплого месяца (июля) составляет 19 °C; самого холодного (января) — −40 °C. Среднегодовое количество атмосферных осадков составляет 200—350 мм.
Часовой пояс
Село Тит-Эбя находится в часовой зоне МСК+6. Смещение применяемого времени относительно UTC составляет +9:00.

## Население
| 2002 | 2010 | 2021 |
| ---- | ---- | ---- |
| 802  | ↗847 | ↘638 |

Половой состав
По данным Всероссийской переписи населения 2010 года в гендерной структуре населения мужчины составляли 47,8 %, женщины — соответственно 52,2 %.
Национальный состав
Согласно результатам переписи 2002 года, в национальной структуре населения якуты составляли 96 % из 867 чел.

## Улицы
| - ул. Берёзовая, - ул. Ветеранов Скрябиных, - ул. Восточная, - ул. Жданова, - ул. И.Н. Алексеева, - ул. Каландарашвили, | - ул. КОП, - ул. Мира, - ул. Молодёжная, - ул. Новая, - пер. Орто-сайылык, - ул. П. Никифоровой, | - ул. Сайдыы, - ул. Тимошенко, - ул. Тит-Эбя, - ул. Туойдаах, - ул. Школьная, - ул. Юбилейная. |

## Достопримечательности
В селе расположен Памятник воинам-землякам, погибшим в годы Великой Отечественной войны (1941-1945).